# Aurel Guga
Aurel Guga (* 10. August 1898 in Temeskubin, Österreich-Ungarn; † 6. Juni 1936 in Timișoara, Kreis Timiș) war ein rumänischer Fußballspieler. Er nahm an den Olympischen Spielen 1924 teil.

## Karriere
Guga begann seine Karriere bei Vulturii Lugoj und wechselte im Jahr 1921 zu Universitatea Cluj. Mit „U Cluj“ konnte er sich 1924 und 1925 für die Endrunde um die rumänische Fußballmeisterschaft qualifizieren, scheiterte dort aber schon im ersten Spiel. Nach einem kurzen Intermezzo bei Unirea Timișoara schloss er sich im Jahr 1926 UCAS Petroșani an, verpasste dort aber ebenso die Teilnahme an der Endrunde wie in seiner Zeit von 1927 bis 1929 bei Jiul Lupeni.

## Nationalmannschaft
Guga bestritt zwölf Spiele für die rumänische Fußballnationalmannschaft und erzielte dabei vier Tore. Sein Debüt hatte er im ersten offiziellen Länderspiel Rumäniens am 8. Juni 1922 gegen Jugoslawien, wo er den Siegtreffer erzielen konnte. Im Jahr 1924 stand er im Kader Rumäniens für das Fußballturnier der Olympischen Spiele in Paris, wo er im Spiel gegen die Niederlande zum Einsatz kam.
Aurel Guga war in neun Spielen Kapitän der Nationalmannschaft.

## Erfolge
- Teilnehmer an Olympischen Spielen: 1924